# Franck Montagny
Franck Montagny, (n. 5 ianuarie 1978), este pilot de curse auto francez, pilot de teste al echipei de Formula 1 Toyota F1, în trecut condurând pentru Super Aguri.

## Cariera în Formula 1
| Sezon | Echipă                     | Număr puncte | Loc clasament general |
| ----- | -------------------------- | ------------ | --------------------- |
| 2003  | Mild Seven Renault F1 Team | Pilot teste  | -                     |
| 2004  | Mild Seven Renault F1 Team | Pilot teste  | -                     |
| 2005  | Jordan Grand Prix          | Pilot teste  | -                     |
| 2006  | Super Aguri F1             | 0            | -                     |
| 2007  | Panasonic Toyota Racing    | Pilot teste  | -                     |

## Cariera în IndyCar
| Sezon | Echipă                 | Puncte | Loc clasament general |
| ----- | ---------------------- | ------ | --------------------- |
| 2008  | Forsythe/Pettit Racing | 0      | -                     |
| 2009  | Andretti Green Racing  | 12     | 38                    |